# Côte de Lumière
Ne doit pas être confondue avec la communauté de communes Côte-de-Lumière.

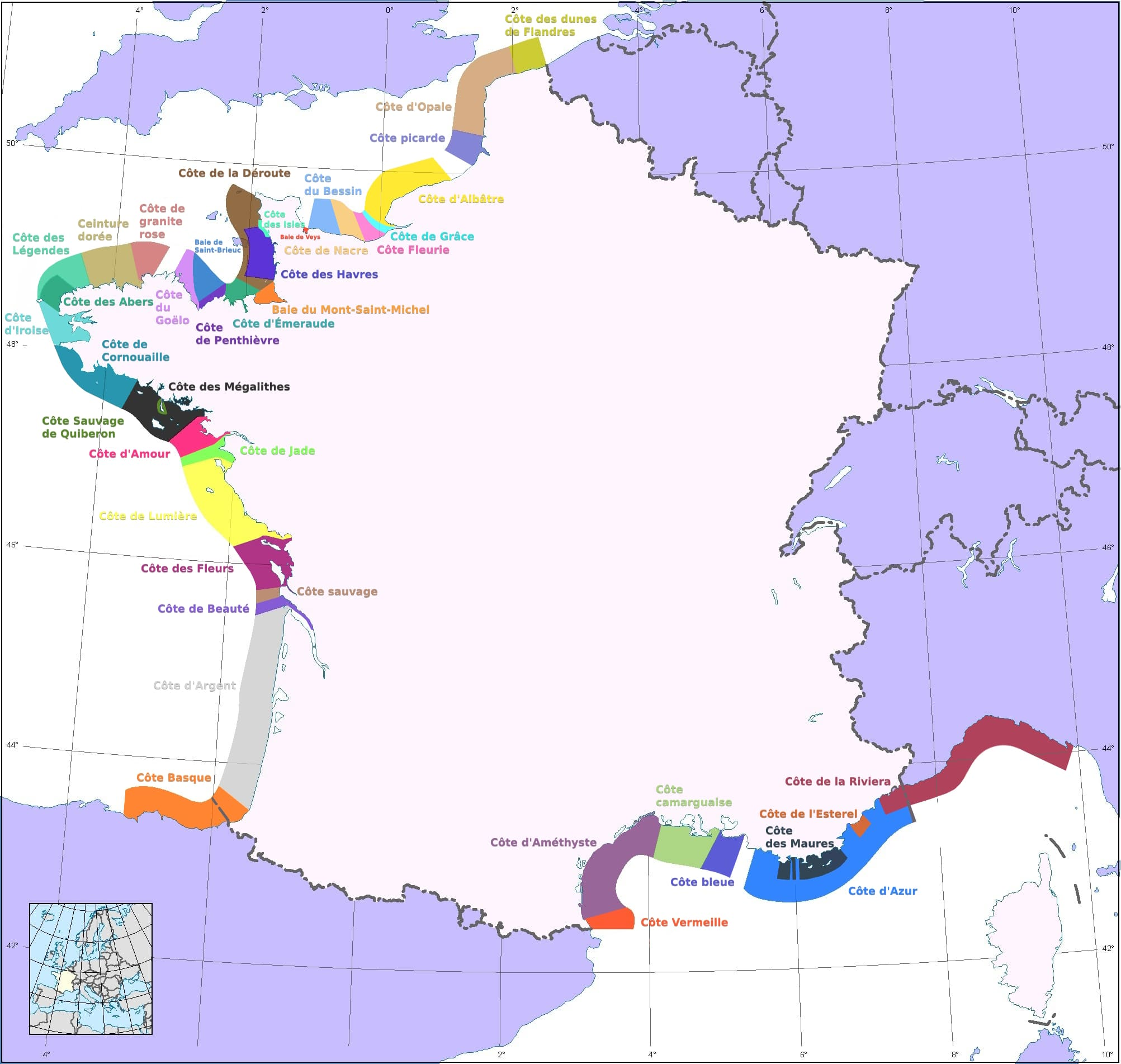
Localisation de la Côte de Lumière, en couleur jaune.

La Côte de Lumière correspond à la partie nord du littoral du département de la Vendée, le reste étant appelé Côte des fleurs.

## Présentation
Elle est constituée des stations balnéaires suivantes :
- Noirmoutier-en-l'Ile
- Beauvoir-sur-Mer
- La Barre-de-Monts
- Fromentine
- Notre-Dame-de-Monts
- Saint-Jean-de-Monts
- Saint-Hilaire-de-Riez
- Saint-Gilles-Croix-de-Vie
- Brétignolles-sur-Mer
- Brem-sur-Mer
- Olonne-sur-Mer
- Les Sables-d'Olonne
- Château-d'Olonne
- Talmont-Saint-Hilaire
- Île d'Yeu
  - Côte des fleurs
- Jard-sur-Mer
- Saint-Vincent-sur-Jard
- Longeville-sur-Mer
- La Tranche-sur-Mer
- La Faute-sur-Mer
- L'Aiguillon-sur-Mer

## Géographie
La Côte de Lumière est essentiellement constituée de côtes sableuses mais aussi dans une moindre proportion de côtes rocheuses du socle ancien (au Nord) et calcaires (au Sud).

## Le Pôle Touristique International Vendée Côte de Lumière
Créé en 2005, le Pôle Touristique International Vendée Côte de Lumière regroupe 29 communes du littoral et du rétro-littoral vendéen de Saint-Hilaire-de-Riez à La Tranche-sur-Mer en passant par Les Sables-d’Olonne.
Structure territoriale chargée de l’organisation et de la promotion touristique, le pôle se mobilise pour soutenir le nautisme, promouvoir les sites touristiques, améliorer la qualité des hébergements, renforcer la politique événementielle et faire rayonner ce littoral à l’échelle internationale.